# Фридрих III фон Ортенбург (Каринтия)
Фридрих III фон Ортенбург (на немски: Friedrich III von Ortenburg) е граф на Ортенбург-Каринтия.

## Биография
Той е единственият син на граф Ото IV (V) „Млади“ фон Ортенбург († 1376) и съпругата му Анна фон Цили († сл. 1254), дъщеря на Фридрих I фон Цили († 1359/1360) и Димут фон Валзе († 1357).
Граф Фридрих III фон Ортенбург умира бездетен на 28 април 1418 или 29 март 1420 г. Погребан е в Ортенбург на Драва.

## Фамилия
Първи брак: жени се пр. 24 септември 1397 г. за Маргарета фон Тек († сл. 1422), дъщеря на херцог Фридрих III фон Тек († 1390) и графиня Анна фон Хелфенщайн-Блаубойрен († 1392), наследничка на Фалкенщайн. Те нямат деца.
Втори брак: пр. 28 април 1418 г. за Агнес фон Хахберг († 2 февруари 1425), дъщеря на маркграф Хесо I фон Хахберг († 1409/1410) и Маргарета фон Тюбинген († 1414). Те нямат деца.